# Morton Feldman
Morton Feldman (12. ledna 1926 New York – 3. září 1987 Buffalo) byl americký hudební skladatel.
Byl blízkým přítelem Johna Cage, který ho seznámil s dalšími důležitými postavami newyorské umělecké scény: Jacksonem Pollockem, Philipem Gustonem, Frankem O'Harou a Samuelem Beckettem. Byl inspirován tvorbou abstraktních expresionistů.
Na sklonku svého života komponoval především extrémně dlouhé skladby (2–5 hodin), ve kterých jejich hlavním elementem byly tiché a klidné tóny.

## Díla
- The viola in my life (1970–1971)
- The Rothko Chapel – pro perkuse, violu, soprán, alt a smíšený sbor (1971)
- Neither – opera v jednom dějství pro soprán a orchestr (1977)
- Why patterns? – pro flétnu, perkuse a klavír (1978)
- Trio – pro housle, violoncello a klavír (1980)
- The Turfan fragments – pro orchestr (1980)
- Triadic memoires – pro klavír (1981)
- For John Cage – pro housle a klavír (1982)
- Strinquartett II. (1983)
- For Philipp Guston – pro flétnu, perkuse a klavír (čelestu) (1984)
- Coptic light – pro orchestr (1986)